# Orjuna
Orjuna (kratica za Organizacija jugoslavenskih nacionalista oziroma slovensko Organizacija jugoslovanskih nacionalistov) je bila politična organizacija v Jugoslaviji oziroma Kraljevini SHS v 20. letih preteklega stoletja. Zavzemala se je za unitarno Jugoslavijo.
Ustanovljena je bila leta 1921 v Splitu iz več predvojnih mladinskih organizacij ter se je spočetka imenovala Jugoslavenska napredna nacionalistička omladina. Njen prvi predsednik je bil Marko Nani, prvi tajnik pa Edo Bulat. Prvo vidno aktivnost te organizacije so pomenile protikomunistične demonstracije v Splitu, Zagrebu in Osijeku zavoljo uboja ministra za notranje zadeve Milorada Draškovića.
JNNO je maja 1922 spremenila svoje ime v Orjuna. Njen glavni cilj je postal stremljenje k unitarni in centralizirani jugoslovanski državi, zaradi tega pa tudi nasprotovanje separatizmu, komunizmu in italijanskemu iredentizmu. Večkrat je prišlo do spopadov med Orjuno in njenimi političnimi nasprotniki hrvaškimi nacionalisti, komunisti, pa tudi z italijansko milico Arditi in italijanskimi mejnimi patruljami. Organizacija ni nikoli kandidirala na volitvah, pač pa so njeni podporniki glasovali za projugoslovansko usmerjene stranke. Ko je kralj Aleksander I. Karađorđević leta 1929 razglasil diktaturo, je Orjuna podprla njegovo potezo, a je bila kmalu zatem tako kot druge politične organizacije v državi ukinjena.
Orjuna je bila v času svojega delovanja pomembna za začetke organiziranega odpora zamejskih Slovencev in Hrvatov v raznarodovalno usmerjeni predfašistični in fašistični Italiji.